# Teatro Nacional D. Maria II

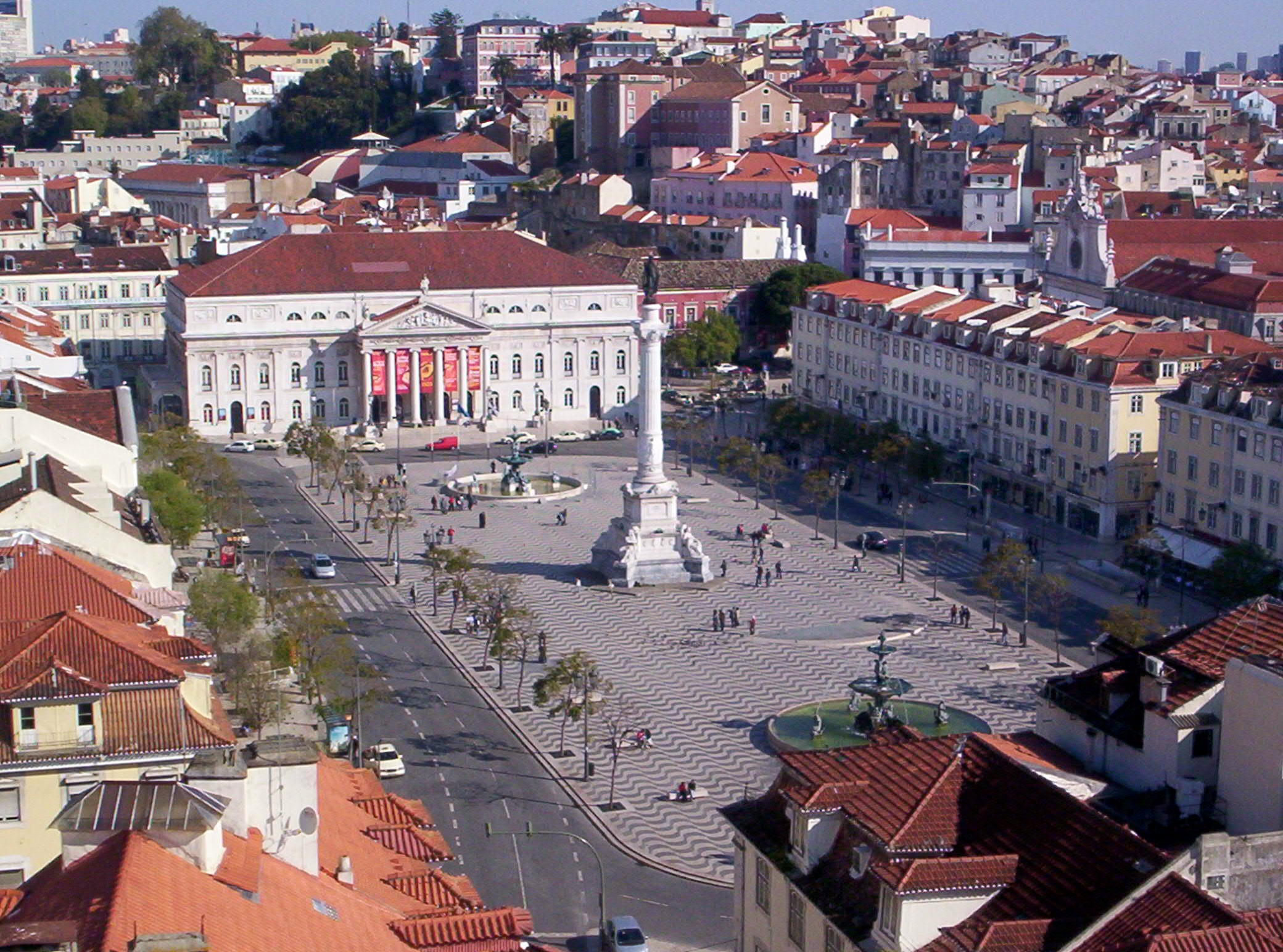
Fachada principal do Teatro Nacional D. Maria II.

Teatro Nacional D. Maria II, E.P.E. (TNDM II, E.P.E.) é um teatro de Portugal com capacidade para 948 pessoas sentadas localizado na Praça de D. Pedro IV em Lisboa. Foi inaugurado a 13 de Abril de 1846, durante as comemorações do 27º aniversário de D. Maria II, com a peça O magriço, ou os doze de Inglaterra, um drama histórico de Jacinto Heliodoro de Loureiro.

## História
O Teatro Nacional abriu as suas portas a 13 de Abril de 1846, durante as comemorações do 27.º aniversário de D. Maria II (1819-1853), passando por isso a exibir o seu nome na designação oficial. Na inauguração, foi apresentado o drama histórico em cinco actos O Magriço e os Doze de Inglaterra, original de Jacinto Heliodoro de Aguiar Loureiro.
Mas a história do Teatro Nacional D. Maria II, começou dez anos antes da sua inauguração. Na sequência da revolução de 9 de Setembro de 1836, Passos Manuel assume a direcção do Governo e uma das medidas que tomou nesse mesmo ano foi encarregar, por portaria régia, o escritor e político Almeida Garrett de pensar o teatro português em termos globais e incumbi-lo de apresentar "sem perda de tempo, um plano para a fundação e organização de um teatro nacional, o qual, sendo uma escola de bom gosto, contribua para a civilização e aperfeiçoamento moral da nação portuguesa". Por esse mesmo decreto, Almeida Garrett ficou encarregue de criar a Inspecção-Geral dos Teatros e Espectáculos Nacionais e o Conservatório Geral de Arte Dramática, instituir prémios de dramaturgia, regular direitos autorais e edificar um Teatro Nacional "em que decentemente se pudessem representar os dramas nacionais".
O ambiente Romântico que se vive nesta altura em toda a Europa determina a urgência em encontrar um modelo e um repertório dramatúrgicos nacionais, assumido que era que da afirmação de uma “arte nacional” dependia uma melhor e mais exacta definição da própria nação. Ou seja, o aparecimento de um teatro (e de um repertório) nacional era uma questão não só cultural como, sobretudo, política e assumida como um assunto estreitamente ligado à própria independência da nação.
Entre 1836, data da criação legal do teatro, à sua inauguração, em 1846, funcionou um provisório teatro nacional no Teatro da Rua dos Condes (mais tarde transformado no Cinema Condes).

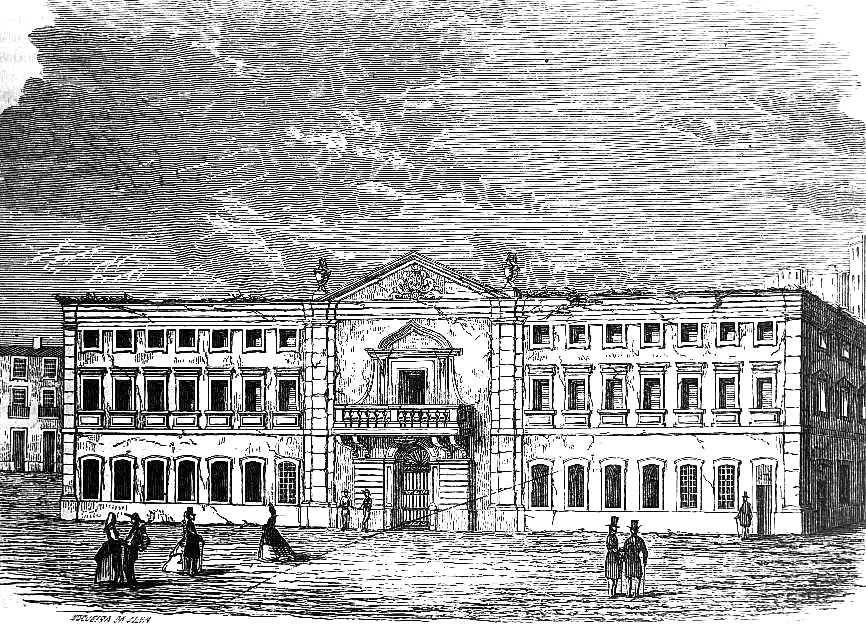
Ruínas do Palácio dos Estaus.

O local escolhido para instalar o definitivo Teatro Nacional foram os escombros do Palácio dos Estaus, antiga sede da Inquisição e que, também em 1836, tinha sido destruído por um incêndio.
A escolha de um arquiteto italiano, Fortunato Lodi, para projectar e executar o Teatro Nacional não foi isenta de críticas e só em 1842, Almeida Garrett consegue dar início às obras.
Em 17 de Dezembro de 1928 foi classificado como imóvel de interesse público pelo Decreto n.º 15 962 com a designação de Teatro Nacional de Almeida Garrett.
No ano de 1939 regressa ao nome original: Teatro Nacional D. Maria II.
Durante um largo período de tempo o Teatro Nacional foi gerido por sociedades de artistas que, por concurso, se habilitavam à sua gestão. A companhia Rosas e Brasão esteve neste espaço entre 1881 e 1898. A gestão mais duradoura foi a de Amélia Rey Colaço / Robles Monteiro que permaneceu no teatro de 1929 a 1964.

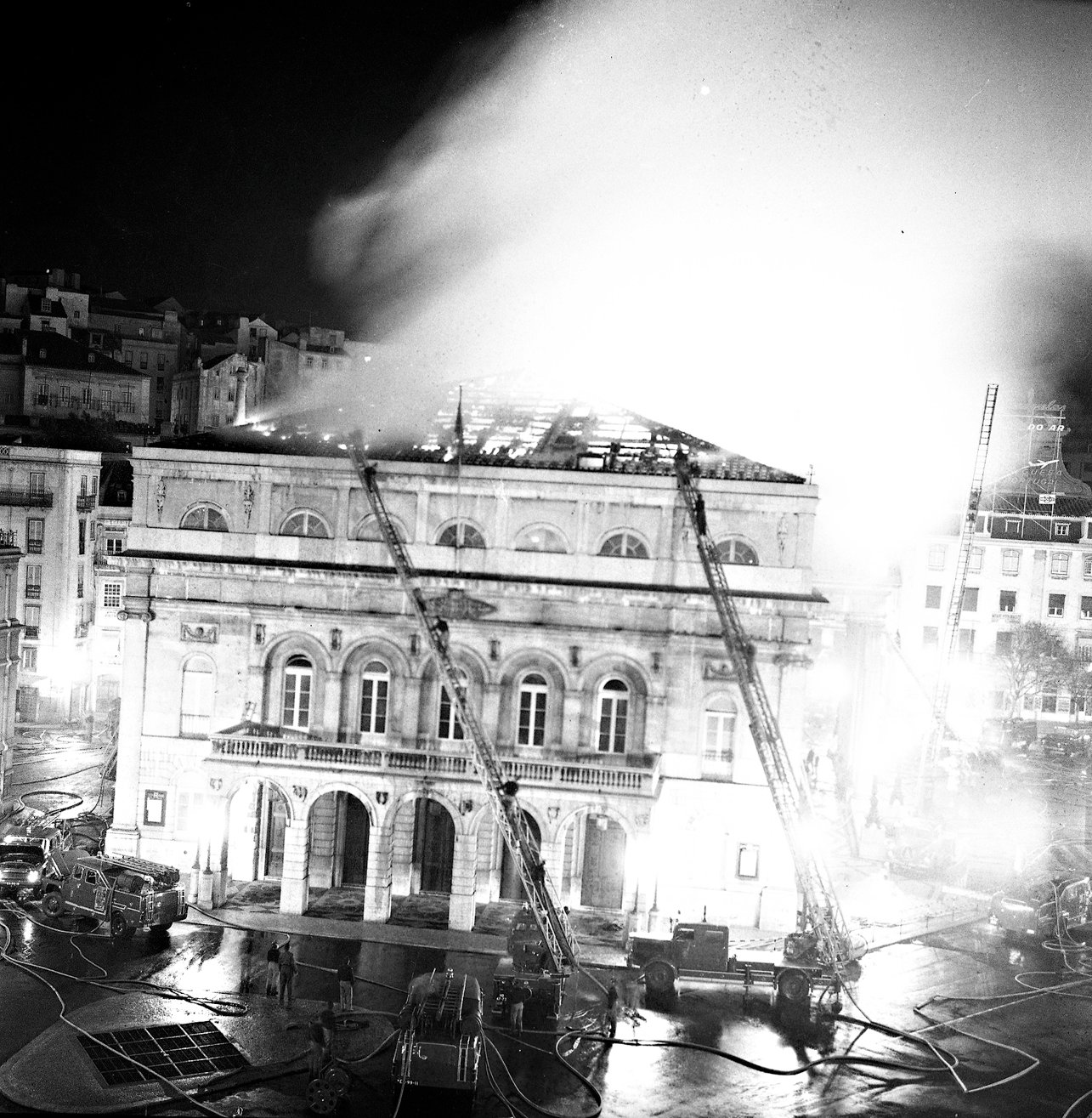
O incêndio do Teatro Nacional, em dezembro de 1964

Em Dezembro de 1964, o Teatro Nacional foi “palco” de um brutal incêndio que apenas poupou as paredes exteriores. O edifício que hoje conhecemos, e que respeita o original estilo neoclássico, foi totalmente reconstruído e só em 1978 reabriu as suas portas.
Directores do TNDM II desde 1978: Ribeirinho, Lima de Freitas, Braz Teixeira, Afonso Botelho, Ricardo Pais, Agustina Bessa-Luís, António Xavier, Carlos Avilez, José Amaral Lopes, João Grosso, António Lagarto.
Em Março de 2004, o TNDM II foi transformado em sociedade anónima de capitais públicos - passando a denominar-se formalmente Teatro Nacional D. Maria II, S. A. – gerida por um Conselho de Administração  de nomeação da tutela dos Ministros das Finanças e da Cultura, tendo sido nomeado António Lagarto para seu Presidente e Director Artístico (2004 e 2005).
Em Abril de 2007, o TNDM II foi transformado em entidade pública empresarial, passando a ter a designação formal de Teatro Nacional D. Maria II, E.P.E..
De Janeiro de 2006 a Julho de 2008, o Presidente do Conselho de Administração foi Carlos Fragateiro.
Desde Julho de 2008, foi Presidente do Conselho de Administração a Professora Maria João Brilhante e Director Artístico o actor Diogo Infante, os quais saíram em desacordo com o Secretário de Estado da Cultura Francisco José Viegas, que lhe negara mais subsídios, tendo-lhes sucedido, respectivamente, Carlos Vargas e João Mota. Em outubro de 2014 o actor Tiago Rodrigues foi nomeado pela Secretaria de Estado da Cultura como o novo Director Artístico do Teatro Nacional D. Maria II. Em novembro 2021, Pedro Penim ficou o novo Director Artístico, substituindo Tiago Rodrigues. Para a Presidência do Conselho de Administração foi nomeado Miguel Honrado, sucedido em 2016 por Cláudia Belchior. 
Em 2012, o teatro foi reclassificado como monumento nacional. A reclassificação, aprovada em Conselho de Ministros, a 24 de Maio, foi publicada em Diário da República no dia 10 de Julho de 2012.

## Elenco residente (por ordem alfabética)
- João Grosso[5]
- José Neves[5]
- Lúcia Maria[5]
- Manuel Coelho[5]
- Paula Mora[5]